# David West (beisbolista)
David Lee West (Memphis, 1 de septiembre de 1964 - Ibidem, 14 de mayo de 2022) fue un beisbolista profesional estadounidense que jugó como lanzador en diez temporadas de la Major League Baseball (MLB). Jugó para los New York Mets, los Minnesota Twins, los Philadelphia Phillies y los Boston Red Sox de 1988 a 1998. También jugó una temporada en la Liga Japonesa de Béisbol Profesional para los Fukuoka Daiei Hawks en 1997.

## Primeros años
West nació en Memphis, Tennessee el 1 de septiembre de 1964. Asistió a la preparatoria Craigmont en su ciudad natal, donde lanzó para el equipo de béisbol de la escuela. Después de su graduación en 1983, los New York Mets lo seleccionaron en la cuarta ronda del draft de la MLB de 1983.

## Carrera profesional
West jugó seis temporadas en las ligas menores de 1983 a 1988, y fue considerado como el principal prospecto de lanzamiento de los Mets. Hizo su debut en la MLB para la franquicia el 24 de septiembre de 1988, a la edad de 24 años, lanzando cinco entradas, ponchando a tres y siendo el lanzador ganador en la victoria por 14-1 sobre los St. Louis Cardinals. Después de publicar un promedio de carreras limpias (ERA) de 7.40 en 21 juegos lanzados (7 aperturas) a mediados de su temporada de novato de 1989, fue cambiado a los Minnesota Twins con Rick Aguilera, Tim Drummond y Kevin Tapani por Frank Viola el 31 de julio de ese año.
West compiló un récord de victorias y derrotas de 7–9 junto con una efectividad de 5.10 y 92 ponches en el récord personal de 146 1⁄3 entradas en 1990, que terminó con una lesión en el tendón de la corva. Durante el entrenamiento de primavera de la temporada siguiente, se lesionó el codo antes de distenderse los músculos abdominales inmediatamente antes de su regreso previsto. En consecuencia, esto retrasó su primera apertura de la temporada de 1991 hasta el 4 de julio. Fue utilizado principalmente como lanzador de relevo hacia el final de la temporada regular. En la Serie de Campeonato de la Liga Estadounidense de 1991, apareció en dos juegos contra los Toronto Blue Jays, lanzando 5 2⁄3 entradas permitiendo solo un hit y sin carreras y siendo el lanzador ganador en el Juego 5. Luego apareció en dos juegos durante la serie mundial de ese año, pero no registró outs, permitiendo dos hits, cuatro carreras, cuatro bases por bolas en seis bateadores en total, lo que resultó en una efectividad infinita. Los Twins finalmente ganaron el campeonato en siete juegos.
Durante la temporada de 1992, West estuvo limitado a 9 juegos (3 aperturas) y tuvo un récord de 1-3 con una efectividad de 6.99 en 28 1⁄3 entradas lanzadas. Fue cambiado a finales de año a los Philadelphia Phillies a cambio de Mike Hartley. Fue utilizado exclusivamente como relevista en 1993, registrando la mejor efectividad de su carrera de 2.92 ese año y terminando segundo en la Liga Nacional (NL) en juegos lanzados (76). Luego pasó a lanzar tres juegos en la Serie Mundial de 1993, que los Phillies perdieron ante los Toronto Blue Jays. En la temporada de 1994, West terminó cuarto en la Liga Nacional en bases por bolas (61) y lanzamientos descontrolados (9), y séptimo en derrotas (10). Se perdió la mayor parte de la temporada de 1996 debido a una lesión, antes de mudarse a Japón al año siguiente para lanzar para los Fukuoka Daiei Hawks. Regresó a la MLB en 1998, lanzó seis juegos para los Boston Red Sox y jugó su último juego de Grandes Ligas el 4 de septiembre de ese año, a la edad de 34 años.

## Vida personal
West falleció el 14 de mayo de 2022. Tenía 57 años y sufría de cáncer cerebral antes de su muerte. Fue el sexto exjugador de los Phillies en morir de cáncer cerebral desde 2003, después de Ken Brett, Tug McGraw, Johnny Oates, John Vukovich y Darren Daulton.